# تييري قروس
تييري قروس (بالفرنسية: Thierry Gros)‏ (10 سبتمبر 1966 مارسيليا فرنسا - ) هو لاعب كرة قدم فرنسي، يلعب كمدافع.

## روابط خارجية
- تييري قروس على موقع قاعدة بيانات كرة القدم.إي يو (الإنجليزية)
- تييري قروس على موقع عالم كرة القدم.نت (الإنجليزية)